# Eine Affäre – Verbotene Liebe
Eine Affäre – Verbotene Liebe (Originaltitel En affære) ist ein norwegisches Filmdrama von Henrik Martin Dahlsbakken.

## Handlung
Die 42-jährige, verheiratete Sportlehrerin Anita tritt ihre neue Stelle an. Der 16-jährige Schüler Markus macht ihr eindeutige Avancen. Es kommt zu einer Affäre. Aber während diese für Markus ganz schnell wieder vorbei ist und er sich eine gleichaltrige Freundin zulegt, kann Anita nicht von ihm lassen. Sie behauptet, sie sei schwanger, um Markus so an sich zu binden. Markus ist diesem Druck jedoch nicht gewachsen und tritt mit der Geschichte an die Öffentlichkeit. In der Konsequenz verliert Anita ihren Job, ihren Mann, ihre Reputation.

## Produktion
Der Film wurde zuerst am 29. September 2018 auf dem Reykjavik International Film Festival gezeigt, danach in Norwegen auf dem Bergen International Filmfestival am 3. Oktober 2018, die Kinopremiere in Norwegen folgte am 5. Oktober 2018. In Deutschland wurde der Film zuerst am 1. November 2018 auf den Nordischen Filmtagen Lübeck gezeigt. Die DVD erschien in Deutschland am 20. Februar 2020.

## Rezeption
Auf dem Miami Film Festival 2019 war der Film nominiert als bester Film für den Knight Competition Grand Jury Prize.
Das Lexikon des Internationalen Films urteilt:

„Der Film fokussiert weitgehend auf seine weibliche Hauptfigur und ist als Psychogramm dank einer guten Darstellerin und einer atmosphärischen Inszenierung packend, auch wenn einige lose Handlungsfäden nicht verknüpft werden.“

## Synchronisation
Die deutschsprachige Synchronisation stammt von der DMT Digital Media Technologie GmbH aus Hamburg. Das Dialogbuch stammt von Andreas Barz, die  Dialogregie übernahm Martin Brücker.
| Darsteller            | Sprecher           | Rolle  |
| --------------------- | ------------------ | ------ |
| Andrea Bræin Hovig    | Jennifer Böttcher  | Anita  |
| Mattis Herman Nyquist | Martin Brücker     | Frode  |
| Carsten Bjørnlund     | Konstantin Graudus | Hasse  |
| Isabel Beth Toming    | Annika Tenter      | Ingrid |
| Tarjei Sandvik Moe    | Jesse Grimm        | Markus |
| Anneke von der Lippe  | Tanja Dohse        | Unni   |